# Hipokrisiari Stop! Bilbo 93-X-30
Hipokrisiari Stop! es el quinto álbum de la banda vasca Negu Gorriak y su primer disco en directo. Cuando Negu Gorriak editaron Borreroak Baditu Milaka Aurpegi iniciaron Itxurakeriari Stop!! Hypocrisy Tour 93, su gira europea más ambiciosa (tocaron en 34 ciudades de fuera de España). En el último concierto que dieron en la Feria de Muestras de Bilbao es donde se grabó el material que apareció en el disco. El concierto lo dieron con Lin Ton Taun y Radio Bemba (Mano Negra) de teloneros.

## Lista de canciones
1. «¿Cando se xoga á pelota aquí?» («¿Cuándo se juega a pelota aquí?»)
2. «Bi doberman beltz» («Dos dobermans negros»)
3. «Lehenbiziko bala» («La primera bala»)
4. «Ez dezagun sal + Esan ozenki + Rock & Rollaren jukutria» («No vendamos más + Grítalo alto + El gran timo del rock & roll»)
5. «Pistolaren mintzoa» («El lenguaje de la pistola»)
6. «B.S.O.»
7. «Bost gehiago» («Cinco más»)
8. «Itxoiten» («Esperando»)
9. «Oker dabiltza» («Están equivocados»)
10. «Hipokrisiari Stop!» («¡Stop hipocresía!»)
11. «Irakatsitako historia» («La historia que nos enseñaron»)
12. «Borreroak baditu milaka aurpegi» («El verdugo tiene mil caras»)
13. «Hemen izango bazina» («Si estuvieras aquí»)
14. «Gora Herria» («Viva el pueblo»)
15. «Radio Rahim»
16. «Hator, hator («Ven, ven»)

Todas las canciones son de Negu Gorriak excepto: «Pistolaren mintzoa» (M-ak) y «Hator, Hator» (villancico popular).
Letras de Fermin Muguruza, excepto:
- «Pistolaren mintzoa», escrita por Xabier Montoia,
- «Bost gehiago» escrita por Kaki Arkarazo,
- «Itxoiten», escrita por F. Muguruza basada en un cómic de Valiente-Borotto,
- «Borrerroak baditu milaka aurpegi» escrita por Jon Sarasua,
- «Hator, Hator» (popular).

## Personal

### Músicos
| Negu Gorriak: - Fermin Muguruza: cantante. - Iñigo Muguruza: guitarra y voz. - Kaki Arkarazo: guitarra y voz. - Mikel «Anestesia»: bajo y voz. - Mikel «Bap!!»: batería. | Otros músicos - Manu Chao: voz en «Gora herria». - Joseba Tapia: trikitixa en «Gora Herria». - Fidel Nadal: voz en «Radio Rahim» |

### Técnicos
- Anjel Katarain: técnico de sonido y grabación.